# Torre Sant'Andrea
Torre Sant'Andrea est le nom d'une frazione maritime de la commune de Melendugno en province de Lecce, dans les Pouilles. 
Torre Sant'Andrea est caractérisée par un typique village de pêcheurs et par un littoral au relief très découpé recouvert par un maquis méditerranéen et de pinèdes. 
Le site est particulièrement connu pour son cadre naturel et ses fameux stacks et a été plusieurs fois récompensé par l'écolabel Pavillon bleu.
À Torre Sant'Andrea s'élèvent les vestiges de la tour côtière homonyme, du XVIe siècle.

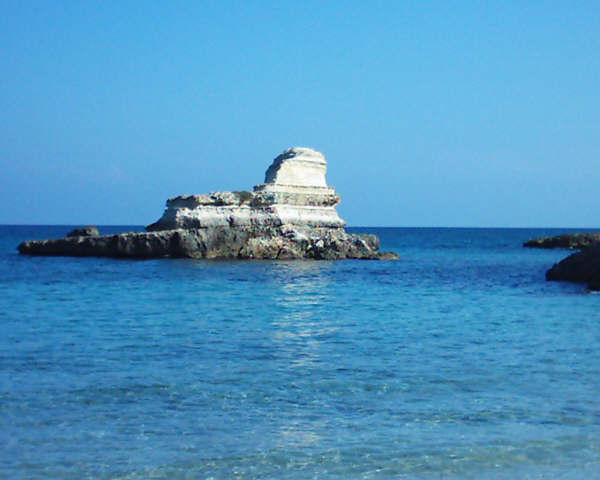
Il « Tafaluro »
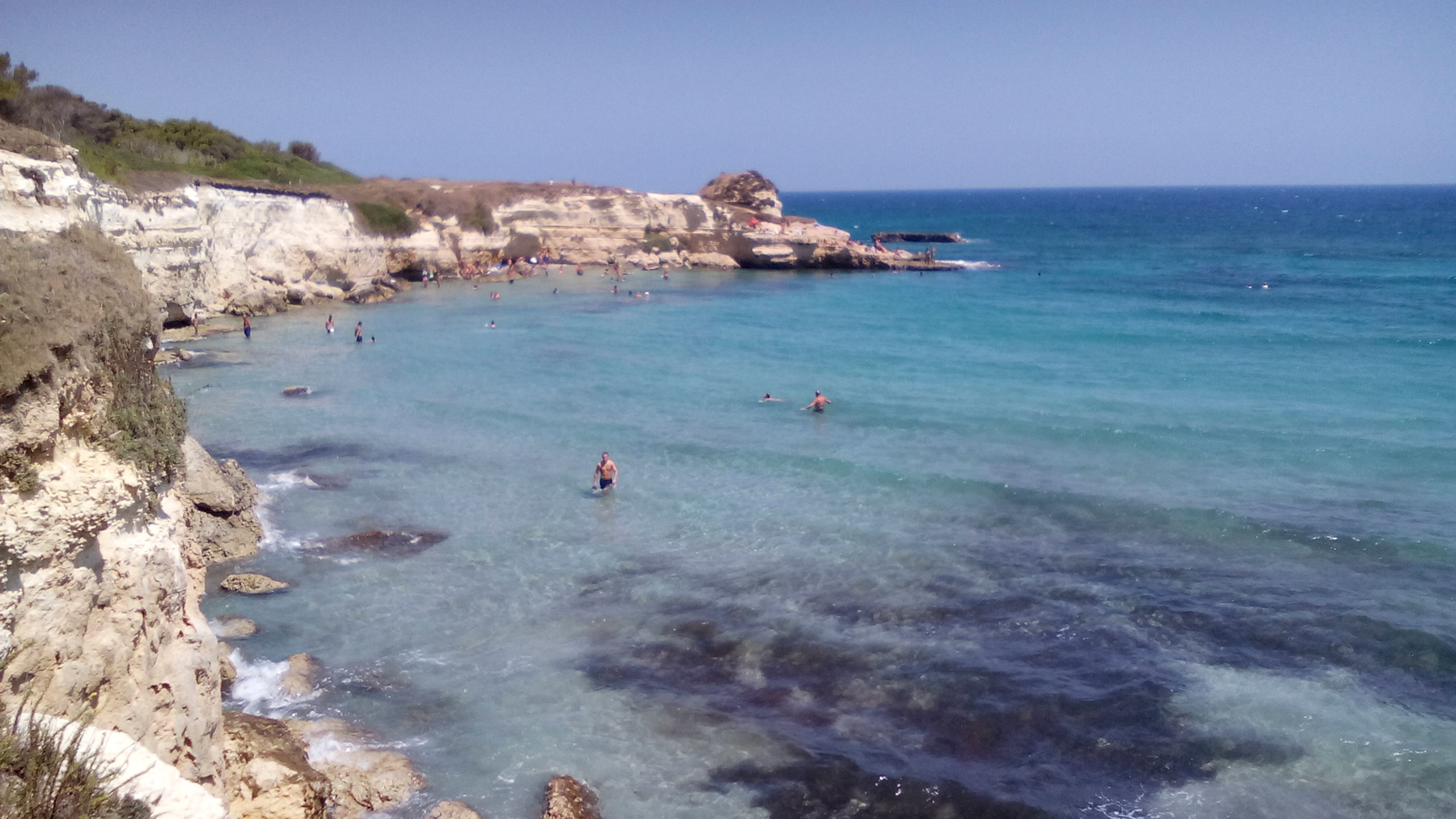
La « punticeddha »
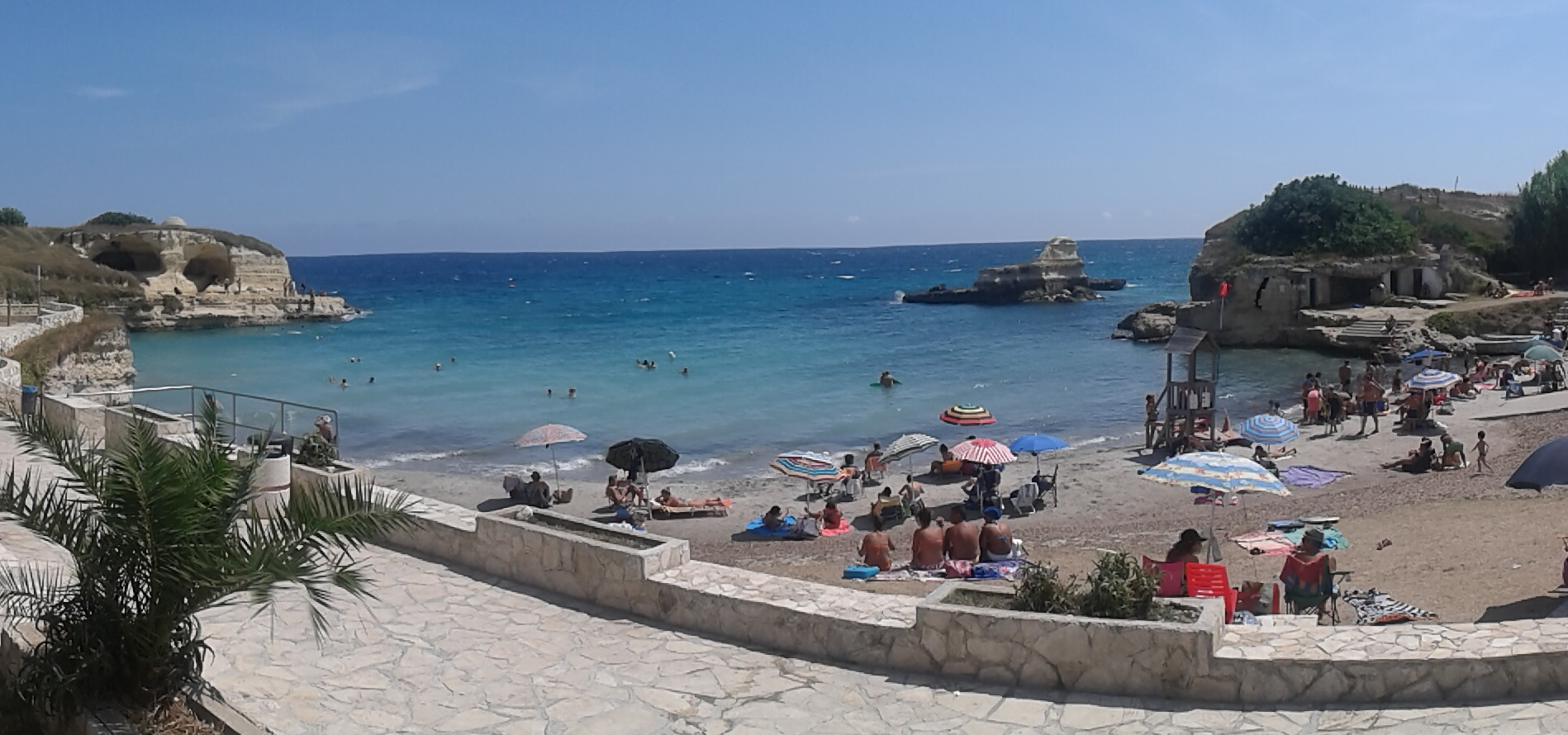
La « caletta » di giorno
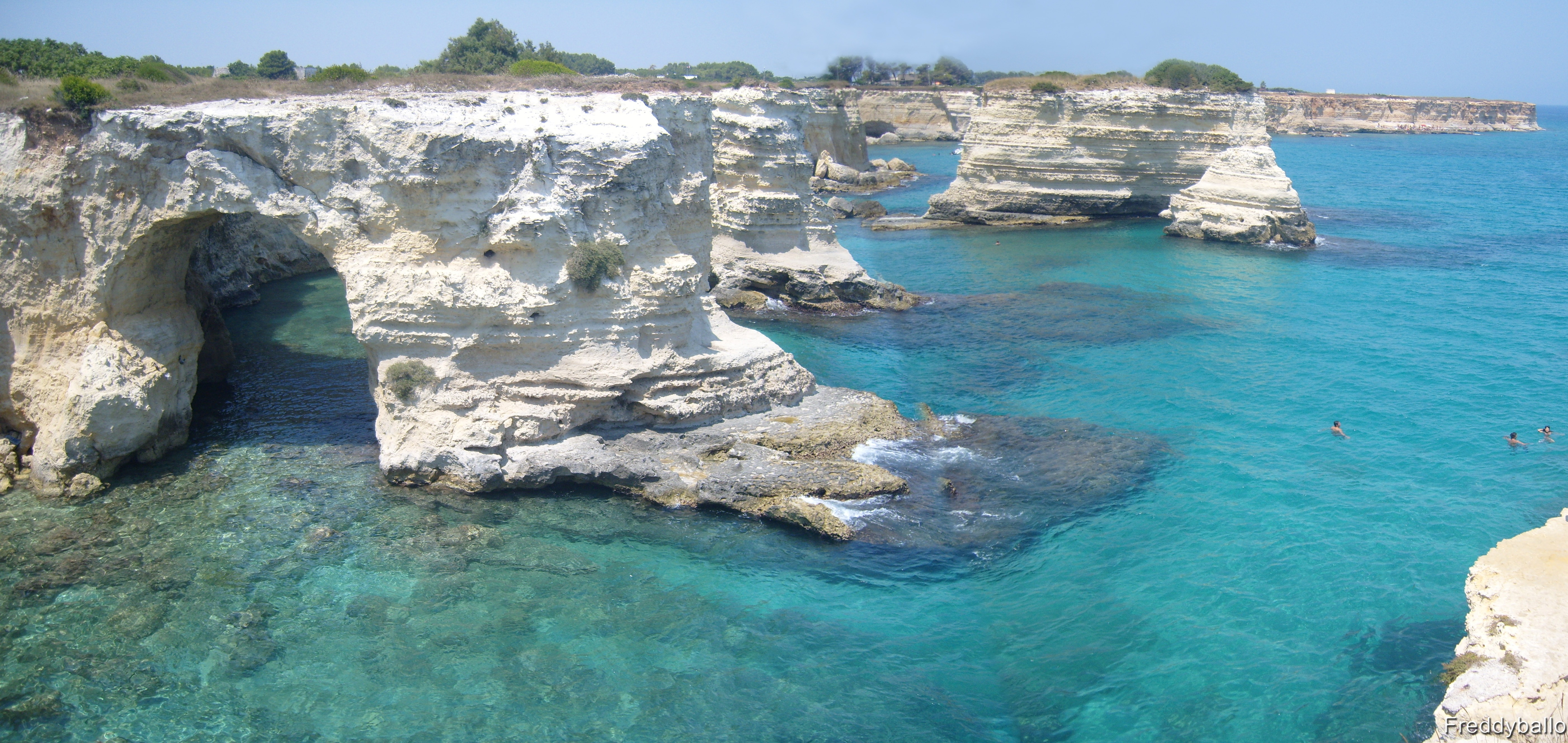
Punta del Pepe
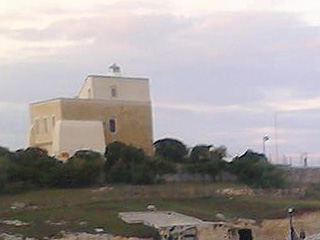
Il faro